# Anna Gasser
Anna Gasser (ur. 16 sierpnia 1991 w Millstatt Am See) – austriacka snowboardzistka, specjalizująca się w slopestyle’u i big air, dwukrotna medalistka mistrzostw świata.

## Kariera
Największy sukces w karierze osiągnęła w 2017 roku, kiedy podczas mistrzostw świata w Sierra Nevada zwyciężyła w big air. W zawodach tych wyprzedziła Enni Rukajärvi z Finlandii i Norweżkę Silje Norendal. Była też druga w slopestyle’u na rozgrywanych dwa lata wcześniej mistrzostwach świata w Kreischbergu, rozdzielając na podium Japonkę Miyabi Onitsukę i Klaudię Medlovą ze Słowacji. W 2018 roku zwyciężyła w big air na igrzyskach olimpijskich w Pjongczangu, wyprzedzając Jamie Andersonz USA i Zoi Sadowski-Synnott z Nowej Zelandii.
W Pucharze Świata zadebiutowała 11 stycznia 2013 roku w Copper Mountain, zajmując 40. miejsce w slopestyle’u. Pierwsze punkty pucharowe wywalczyła 16 marca 2013 roku w Szpindlerowym Młynie, gdzie w tej samej konkurencji była dziewiąta. Pierwsze podium w zawodach tego cyklu wywalczyła 19 stycznia 2014 roku w Stoneham, gdzie rywalizację slopestyle’u ukończyła na trzeciej pozycji. Najlepsze wyniki w osiągnęła w sezonie 2016/2017, kiedy to zwyciężyła w klasyfikacji generalnej AFU i w klasyfikacji big air, natomiast w klasyfikacji slopestyle’u była trzecia. Ponadto w sezonie 2017/2018 odniosła kolejne zwycięstwo w klasyfikacji big air. W sezonie 2020/2021 po raz kolejny triumfowała w klasyfikacji generalnej AFU, dokładając do tego wygraną w klasyfikacji slopestyle’u.

## Osiągnięcia

### Igrzyska olimpijskie
| Miejsce | Dzień     | Rok  | Miejscowość | Konkurencja | Zwyciężczyni         |
| ------- | --------- | ---- | ----------- | ----------- | -------------------- |
| 10.     | 9 lutego  | 2014 | Soczi       | Slopestyle  | Jamie Anderson       |
| 15.     | 12 lutego | 2018 | Pjongczang  | Slopestyle  | Jamie Anderson       |
| 1.      | 22 lutego | 2018 | Pjongczang  | Big air     | -                    |
| 6.      | 6 lutego  | 2022 | Pekin       | Slopestyle  | Zoi Sadowski-Synnott |
| 1.      | 15 lutego | 2022 | Pekin       | Big air     | -                    |

### Mistrzostwa świata
| Miejsce | Dzień       | Rok  | Miejscowość   | Konkurencja | Zwyciężczyni         |
| ------- | ----------- | ---- | ------------- | ----------- | -------------------- |
| 18.     | 18 stycznia | 2013 | Stoneham      | Slopestyle  | Spencer O’Brien      |
| 2.      | 21 stycznia | 2015 | Kreischberg   | Slopestyle  | Miyabi Onitsuka      |
| 1.      | 17 marca    | 2017 | Sierra Nevada | Big air     | -                    |
| 6.      | 12 marca    | 2021 | Aspen         | Slopestyle  | Zoi Sadowski-Synnott |
| 4.      | 16 marca    | 2021 | Aspen         | Big air     | Laurie Blouin        |
| 7.      | 27 lutego   | 2023 | Bakuriani     | Slopestyle  | Mia Brookes          |
| 1.      | 5 marca     | 2023 | Bakuriani     | Big air     | –                    |

### Puchar Świata

#### Miejsca w klasyfikacji generalnej
- - AFU[2]
- sezon 2012/2013: 48.
- sezon 2013/2014: 13
- sezon 2016/2017: 1.
- sezon 2017/2018: 9.
- sezon 2018/2019: 4.
- sezon 2019/2020: 25.
- sezon 2020/2021: 1.

#### Miejsca na podium w zawodach
1. Stoneham – 19 stycznia 2014 (slopestyle) – 3. miejsce
2. Mediolan – 12 listopada 2016 (big air) – 1. miejsce
3. Alpensia Resort – 26 listopada 2016 (big air) – 1. miejsce
4. Mönchengladbach – 3 grudnia 2016 (big air) – 1. miejsce
5. Moskwa – 7 stycznia 2017 (big air) – 2. miejsce
6. Kreischberg – 14 stycznia 2017 (slopestyle) – 1. miejsce
7. Laax – 20 stycznia 2017 (slopestyle) – 2. miejsce
8. Québec – 11 lutego 2017 (big air) – 1. miejsce
9. Mediolan – 11 listopada 2017 (big air) – 1. miejsce
10. Pekin – 25 listopada 2017 (big air) – 1. miejsce
11. Modena – 3 listopada 2018 (big air) – 3. miejsce
12. Pekin – 24 listopada 2018 (big air) – 1. miejsce
13. Kreischberg – 12 stycznia 2019 (slopestyle) – 2. miejsce
14. Modena – 2 listopada 2019 (big air) – 3. miejsce
15. Pekin – 14 grudnia 2019 (big air) – 2. miejsce
16. Kreischberg – 9 stycznia 2021 (big air) – 3. miejsce
17. Aspen – 20 marca 2021 (slopestyle) – 1. miejsce
18. Chur – 23 października 2021 (big air) – 2. miejsce
19. Steamboat Springs – 4 grudnia 2021 (big air) – 2. miejsce